# Ivankiv
Ivankiv (in ucraino Іванків?; in russo Иванков?, Ivankov) è un insediamento rurale ucraino (9993 abitanti) nel distretto di Vyšhorod, nell'oblast' di Kiev. Ospita l'amministrazione della comunità territoriale di Ivankiv, una delle comunità territoriali dell'Ucraina.
Fino al 18 luglio 2020 Ivankiv è stato il centro amministrativo del distretto di Ivankiv, abolito come parte della riforma amministrativa dell'Ucraina, che ha ridotto a sette il numero dei distretti dell'oblast' di Kiev. L'area del distretto di Ivankiv è stata fusa nel distretto di Vyšhorod.
Fino al 26 gennaio 2024 Ivankiv era classificata come insediamento di tipo urbano. Da tale data è entrata in vigore una nuova legge che ha abolito questo status e Ivankiv è stata riclassificata come insediamento rurale,

## Geografia fisica
Ivankiv è situata nella porzione centro-meridionale del distretto di Vyšhorod, nell'oblast' di Kiev, a metà strada tra Pryp"jat' e Kiev sulla riva sinistra del fiume Teteriv. A circa 32 chilometri verso nord si trova l'ingresso alla zona di alienazione nel villaggio di Dytjatky.

## Storia
Ritrovamenti archeologici testimoniano la presenza di insediamenti preistorici risalenti al mesolitico e al neolitico. Pare che l'area fosse abitata anche nel periodo della Rus' di Kiev.
A metà del XV secolo l'area era nota come Zemlja Trudynivs'ka ed era di proprietà del boiardo di Kiev Olechnja Juchnovyč. Nel 1524 il re polacco Sigismondo I Jagellone cedette la terra al nobile Tyšku Proskuri. L'insediamento fu fondato dopo il 1589 quando il territorio passò nelle mani di Ivan Proskura e prese il nome prima di Ivanov e poi Ivankov.
Nel XVII secolo l'insediamento è stato devastato dai tatari di Crimea durante le incursioni in Polesia e poi nuovamente nel 1645 durante le lotte tra i feudatari. Numerosi abitanti presero parte alla rivolta di Chmel'nyc'kyj. Dopo il trattato di Andrusovo del 1667 Ivankiv rimase nella Confederazione polacco-lituana ma negli anni successivi le rivolte contadine contro la nobiltà polacca si intensificarono, col supporto dei cosacchi.
Nel 1724 l'insediamento passò ai principi Lubomirski che vietarono di parlare ucraino e di officiale riti ortodossi tanto che numerosi abitanti abbandonarono l'area o entrarono a far parte degli haidamaka. Nell'ambito della seconda spartizione della Polonia del 1793 Ivankiv entrò a far parte dell'Impero russo nel governatorato di Kiev. Un vasto incendio devastò il villaggio nel 1892.
Lo sfruttamento della popolazione, prevalentemente composta da contadini, e il disinteresse verso il villaggio sia degli organi centrali di governo che dei proprietari terrieri fece proliferare numerose rivolte, la più organizzata delle quali scoppiò nel 1906; quest'ultima fu violentemente repressa e diversi prigionieri furono deportati in Siberia. Altri episodi si registrarono nel 1908 e nel 1909 tanto da costringere il distaccamento di un gruppo di cosacchi per placare i cittadini.
Dopo la rivoluzione russa nel gennaio 1918 Ivankov fu invasa dalle truppe dell'Impero tedesco, che con l'aiuto della borghesia nazionalista ucraina depredarono il villaggio, riconquistato dall'Armata Rossa nei primi mesi del 1919. Ivankov fu devastata durante la guerra civile venendo occupata nel settembre 1919 dall'Armata Bianca, dalla banda di Il'ja Struk a metà dicembre, nuovamente dall'Armata Rossa nei primi mesi del 1920 e poi brevemente tra maggio e giugno dalle forze polacche. Il PCUS e il Komsomol si impegnarono nella ricostruzione del villaggio e nella collettivizzazione della terra, quest'ultima portata a compimento nel 1932.
Con l'invasione tedesca dell'Unione Sovietica nel 1941 numerosi abitanti di Ivankov si unirono all'Armata Rossa, sebbene il villaggio fu invaso dalle truppe naziste il 23 agosto dello stesso anno. Nonostante gli atti di repressione, tra cui la fucilazione di almeno 500 abitanti, la popolazione si organizzò per sabotare il nemico anche mediante azioni di guerriglia. Le truppe del 1º Fronte Ucraino liberarono la città l'11 novembre 1943.
Dopo il disastro di Černobyl' nel 1986 la città fu il primo punto di accoglienza per la popolazione evacuata da Pryp"jat', nonostante la paura di alcuni abitanti.